# Missouri
För andra betydelser, se Missouri (olika betydelser).
Missouri [mɪˈzʊɹɪ eller mɪˈzʊɹə] är en delstat i Mellanvästern, USA. Missouri gränsar till åtta delstater: Iowa i norr, Illinois, Kentucky och Tennessee (via Mississippifloden) i öster, Arkansas i söder och Oklahoma, Kansas och Nebraska i väster. Missouri har fått sitt namn efter en siouxspråkig indianstam kallade Missouris. Missouri är den till ytan 21:e största och den 18:e folkrikaste av USA:s 50 delstater. Huvudstad är Jefferson City och den största staden är Kansas City.

## Historia
Missouri var en del av den mark som USA förvärvade av Frankrike genom det s.k. Louisianaköpet 1803. Den 10 augusti 1821 blev Missouri den 24:e delstaten att ansluta sig till unionen efter Maine den 15 mars 1820 och före Arkansas den 15 juni 1836. Missouri var en slavstat, men valde ändå att stanna kvar inom unionen när det nordamerikanska inbördeskriget bröt ut; många av statens invånare sympatiserade dock med Sydstaterna.

## Styre
Liksom andra delstater i USA så bygger Missouris delstatsstyre på tredelad maktdelning: Missouris generalförsamling (tvåkammarsystem med senat och representanthus), Missouris guvernör samt Missouris högsta domstol.

## Större städer
De tio största städerna i Missouri (2009).
- Kansas City – 482 299
- Saint Louis – 356 587
- Springfield – 157 630
- Independence – 121 180
- Columbia – 102 324
- Lee's Summit – 86 556
- O'Fallon – 78 850
- St. Joseph – 76 222
- St. Charles – 65 655
- St. Peters – 56 385

## Sport
Professionella lag i högsta divisionerna
- NFL - amerikansk fotboll
  - Kansas City Chiefs
- NHL - ishockey
  - St. Louis Blues
- MLB - baseball
  - St. Louis Cardinals
  - Kansas City Royals
- MLS - fotboll
  - Sporting Kansas City

## Kända personer födda i Missouri
- Robert Altman, regissör
- Burt Bacharach, kompositör
- Josephine Baker, dansös, sångerska och skådespelare
- Chuck Berry, rockmusiker
- Omar Bradley, femstjärnig general
- Jessica Capshaw, skådespelare
- Walter Cronkite, nyhetsankare i CBS
- Christofer Drew, sångare
- T.S. Eliot, poet, nobelpristagare
- Eminem, hiphop-artist
- Betty Grable, skådespelare
- Jean Harlow, skådespelare
- Coleman Hawkins, jazzsaxofonist
- Josh Hawley, politiker
- Edwin Hubble, astronom
- John Huston, filmregissör och producent
- Jesse James, laglös
- Don Johnson, skådespelare
- Scott Joplin, kompositör
- Pat Metheny, jazzmusik
- Taylor Momsen, skådespelare
- Charlie Parker, jazzsaxofonist
- John J Pershing, general
- Brad Pitt, skådespelare
- Ginger Rogers, dansös och skådespelare
- Harry S Truman, president
- Kathleen Turner, skådespelerska
- Mark Twain, författare
- Dick Van Dyke, skådespelare
- Dennis Weaver, skådespelare
- Jane Wyman, skådespelare